# كينغا زيغموند
كينغا زيغموند (بالمجرية: Zsigmond Kinga)‏ هي منافسة ألعاب القوى مجرية، ولدت في 19 أبريل 1964.

## وصلات خارجية
- كينغا زيغموند على موقع الاتحاد الدولي لألعاب القوى (الإنجليزية)
- كينغا زيغموند على موقع أوليمبيديا (الإنجليزية)
- كينغا زيغموند على موقع اللجنة الأولمبية المجرية (الهنغارية)